# Neckera remota
Neckera remota är en bladmossart som beskrevs av Bruch, W. P. Schimper och C. Müller 1850. Neckera remota ingår i släktet fjädermossor, och familjen Neckeraceae. Inga underarter finns listade i Catalogue of Life.